# Nogometni huliganizem
Nogometni huliganizem zajema neposlušno, nedisciplinirano, agresivno in uničujoče vedenje s strani vnetih navijačev posameznih nogometnih klubov, mnogokrat pa  vključuje tudi vandalizem in ustrahovanje.
Nogometni huliganizem najpogosteje nastane iz konfliktov med tolpami, znanimi kot “nogometna podjetja”. Glavni namen tolp je ustrahovanje in fizično napadanje navijačev nasprotnih klubov. Drugi pogosti nazivi, ki jih povezujemo s huliganskimi tolpami so “vojska”, “fantje“, “casuals” in “tolpa”. Pri določenih klubih že dolgo obstaja rivalstvo z drugimi klubi (po navadi, vendar ne vedno, so geografsko blizu), h kateremu spada tudi huliganizem in medsebojni spopadi (včasih imenovani lokalni derbiji), ki so v veliki verjetnosti zelo hudi.
Spopadi se lahko zgodijo pred tekmo, med tekmo ali po tekmi. Sodelujoči po navadi izberejo lokacije, ki so oddaljene od stadiona, da se izognejo aretacijam s strani policije. Konflikti pa se lahko zgodijo tudi spontano, ko so navijači še na stadionu ali v okolici stadiona. V takšnih primerih lahko razbijajo izložbe trgovin, zažigajo smetnjake in prevračajo policijske avtomobile. V ekstremnih primerih so že bili ubiti huligani, policisti in opazovalci. Posebne policijske enote večkrat tudi posredujejo s solzivcem, policijskimi psi, oklepnimi vozili in vodnimi topovi. Nasilje, ki vodi do huliganizma so poimenovali “aggro” (kratko za poslabšanje) ali “bovver” (težava). Povoziti nasprotujoče huligane pomeni, da jih spraviš v beg.
Huligani, ki imajo čas in denar lahko spremljajo nacionalni klub na tekme, ki potekajo v drugih državah in se udeležujejo huliganskega vedenja, proti huliganom domačega kluba. Lahko postanejo tudi del izgredov, ki vključujejo širšo javnost.

## Vedenje
Nogometni huliganizem obsega širok spekter vedenja, kot so:
- Zbadanje, na primer zlobno petje in različne nesposobnosti
- Pljuvanje.
- Pretepanje.
- Metanje predmetov na igrišče[3], z namenom poškodovati igralce in sodnike ali kot gesta žalitve (kot na primer metanje banan v igralce afriškega porekla, kot rasistični znak, da so opice).
- Metanje predmetov v nasprotne navijače, mečejo tudi kamne in opeke
- Uporaba pirotehničnih sredstev, kot so rakete in dimne bombe.
- Pretepanje z orožjem kot so na primer kij, steklenice, kamni, železne palice, mačete in strelno orožje[4].
- Skupinsko potiskanje, zaradi česar se lahko zrušijo ograje in zidovi stadiona. Podobne stvari se lahko zgodijo, ko želijo gledalci, ki upoštevajo pravila zbežati kaosu, ki so ga povzročili huligani[5].

## Zgodnja zgodovina
Čas prvega nogometnega izgreda je neznan, vendar pa so ugotovili, da pojav sega nazaj, do 14. stoletja v Angliji. V letu 1314 je Edward II. izgnal nogomet (v tistem času, nasilna in nedisciplinirana aktivnost, ki je vključevala nasprotne si vasi, kjer so igralci brcali prašičji mehur čez lokalno gmajno), ker je verjel, da izgredi, ki obkrožajo tekme lahko privedejo do družbenih nemirov ali celo izdajstva. Glede na akademski dokument Univerze v Liverpoolu, so zaradi konflikta na tekmi v Derby leta 1846, v Angliji potrebovali »riot act« in dve skupini konjenice, ki sta učinkovito odreagirali na nedisciplinirano množico. Ta isti dokument je tudi poimenoval »vpade« kot pogost pojav v letih 1880 v angleškem nogometu.
Prvi zabeleženi primeri huliganstva na nogometnih tekmah v sodobni igri naj bi se zgodili v letih 1880 v Angliji. Obdobje kjer so tolpe navijačev ustrahovale soseske in sodnike, ki so nasprotovali podpornikom in igralcem. V letu 1885, po tem ko je Preston North End premagal Aston Villa s 5-0 v prijateljski tekmi, sta se oba kluba obmetavala s kamenjem , napadala s palicami, boksala, brcala, pljuvala in podobno. Eden od igralcev Preston, je bil tako hudo pretepen, da je zgubil zavest. Naslednje leto so se navijači Prestona stepli z navijači Queen's Park na železniški postaji – kar je prvi zabeležen primer nogometnega huliganizma zunaj stadiona. Leta 1905 je bilo veliko število navijačev Prestona obsojenih zaradi huliganizma, obsojena pa je bila tudi 70 letna ženska po tekmi proti Blackburn Rovers.